# Villacher Hütte
Die Villacher Hütte ist eine Schutzhütte der Sektion Villach des Österreichischen Alpenvereins. Sie steht am Langen Boden unterhalb des Hochalmkees bei Malta in einer Höhe von 2194 m ü. A.

## Geschichte
Die Hütte wurde von der Sektion Villach des DuOeAV 1881/1882 erbaut und am 27. August 1882 eröffnet. 1902 und 1930 erfolgten Erweiterungen.

## Zustiege von Nachbarhütten
- Gießener Hütte 2215 m ü. A., Gehzeit: 5 Stunden
- Osnabrücker Hütte 2022 m ü. A., Gehzeit: 5 Stunden

## Touren
- Hochalmspitze 3360 m ü. A., Gehzeit: 3½ Stunden
- Preimlspitz 3133 m ü. A., Gehzeit: 2 Stunden